# Karl-Heinz Bona
Karl-Heinz Bona (* 17. August 1927 in Oberhausen; † 18. Februar 2014) war ein deutscher Kommunalpolitiker der CDU und 1968 Amtierender Oberbürgermeister der Stadt Remscheid.

## Leben
Bona wurde als Sohn eines Postbeamten geboren und lebte seit 1940 in Lennep. Beruflich war er als Beamter bei der Deutschen Bundespost tätig.
Karl-Heinz Bona trat in den 1950er Jahren in die CDU ein. Er war lange Zeit Mitglied der Bezirksvertretung im Stadtbezirk Lennep und dort von 1957 bis 1975 sowie erneut von 1979 bis 1984 Bezirksvorsteher. Von 1961 bis 1999 war er Ratsmitglied der Stadt Remscheid, von 1964 bis 1979 sowie von 1984 bis 1989 Bürgermeister und vom 16. bis zum 28. Oktober 1968 Amtierender Oberbürgermeister. Ab 1964 wurde er von der CDU als Kandidat für das Amt des Oberbürgermeisters vorgesehen.
Neben seinen kommunalpolitischen Funktionen war Bona Aufsichtsratsmitglied der Stadtwerke und der GEWAG.